# Vardi
Vardi är en ort i Estland. Den ligger i Pärsti kommun och landskapet Viljandimaa, i den södra delen av landet, 130 km söder om huvudstaden Tallinn. Vardi ligger 78 meter över havet och antalet invånare är 144.
Terrängen runt Vardi är platt. Runt Vardi är det glesbefolkat, med 9 invånare per kvadratkilometer. Närmaste större samhälle är Viljandi, 8,2 km nordost om Vardi. I omgivningarna runt Vardi växer i huvudsak blandskog.